# クリス・キャンディード
クリス・キャンディード（Chris Candido、本名：Christopher Barrett Candito、1972年3月21日 - 2005年4月28日）は、アメリカ合衆国のプロレスラー。ニュージャージー州エジソン出身。
祖父は元WWWFの前座レスラー、チャック・リチャーズ。妻はマネージャーとして活躍したサニーことタミー・リン・シッチ。弟のジョニー・キャンディードもプロレスラー。

## 来歴
ラリー・シャープ主宰のモンスター・ファクトリーでトレーニング後、1986年に14歳でデビュー。シャープの運営するインディー団体WWAでキャリアを積む。この当時、高校時代の同級生で後に妻になるタミー・リン・シッチと再会する。
1992年1月、ブロンド・ボンバー（The Blonde Bomber）のリングネームでFMWに初来日。シーク軍団の一員として参戦。その後、クリス・キャンディード（Chris Candido）の名義でECWに登場。1993年4月にはジョニー・ホット・ボディとのコンビでECWタッグ王座を獲得、後にクリス・マイケルズを加えたユニットを結成し、防衛戦には3人のうちのどの組み合わせで出場しても認められるという通称「フリーバード・ルール」を採用してタイトルを3者共有のものとした。
その後、タミーを連れてジム・コルネットの主宰するSMWに参戦。1994年9月には全日本プロレスに来日した。帰国後の11月9日、SMWにて行われた復活版のNWA世界ヘビー級王座次期王者決定トーナメントに出場し、アル・スノー、ダーティー・ホワイト・ボーイ、トレイシー・スマザーズらを退け王座獲得。1995年2月24日にダン・スバーンに敗れるまでタイトルを保持した。
1995年11月、サニーと改名したタミーと共にWWFへ進出。スキップ（Skip）のリングネームを名乗り、フィットネスのインストラクターをギミックとしたサニーとの男女デュオ、ザ・ボディードナーズ（The Bodydonnas）で活動。後にジップをタッグパートナーに迎え、1996年3月31日の『レッスルマニアXII』にてWWF世界タッグ王座を獲得した。しかし、当時クリックのリーダーとしてバックステージでの発言力を増大させていたショーン・マイケルズと諍いを起こし、マイケルズによってタイトルを取り上げられ、5月19日のマディソン・スクエア・ガーデン大会にてヘンリーとフィニアスのザ・ゴッドウィンズに王座を明け渡している。
1996年10月、当時WWFと提携していたECWに再登場し、ランス・ストームと抗争を展開。後にストームとコンビを組み、1997年12月6日、ダグ・ファーナス&フィル・ラフォンとアクセル・ロッテン&ボールズ・マホーニーとの3ウェイ・ダンスを征し、世界タイトルとなったECWタッグ王座を再び獲得、1998年6月27日にサブゥー&ロブ・ヴァン・ダムに敗れるまで保持した。同年下期からは、シェーン・ダグラスやバンバン・ビガロとのヒール・ユニット、トリプル・スレット（Triple Threat）の一員となって活動した。
2000年にWCWに移籍し、3月にWCWクルーザー級王座を奪取。その間にXPWにも参戦、XPW世界ヘビー級王座を獲得した。2001年5月には新日本プロレスに来日し『ベスト・オブ・ザ・スーパージュニアVIII』に出場している。
WCW崩壊後はインディー団体を転戦し、2005年1月よりTNAに登場。しかし、4月24日のPPV『ロックダウン』に出場した際に足首を骨折。翌日に手術を行い、経過は良好のように見えたが、手術の結果できた血栓が原因で4月28日に死去。33歳没。

## 得意技
- ブロンド・ボムシェル（Blonde Bombshell） - 雪崩式パワーボム
- ニュージャージー・ジャム（New Jersey Jam） - ダイビング・レッグ・ドロップ
- ダイビング・ヘッドバット
- ディレイド・バーティカル・スープレックス
- リバース・パイルドライバー
- スーパー・フランケンシュタイナー
- スーパープレックス

## 獲得タイトル
- ECW
  - ECWタッグ王座 / ECW世界タッグ王座：3回（w / ジョニー・ホット・ボディ&クリス・マイケルズ×2、ランス・ストーム×1）
- LWE
  - LWE世界ヘビー級王座：1回
- MAW
  - MAWヘビー級王座：1回
- NWA
  - NWAニュージャージー州ヘビー級王座：1回
  - NWA世界ヘビー級王座（復活版）：1回
- NWAミッドウェスト
  - NWAミッドウェスト・ヘビー級王座：1回
- SMW
  - SMWビート・ザ・チャンプ・テレビジョン王座：2回
  - SMWヘビー級王座：1回
  - SMWタッグ王座：2回（w / ブライアン・リー×2）
  - SMW USジュニアヘビー級王座：3回
- USWE
  - USWE USヘビー級王座：3回
- USAプロレスリング
  - USAプロレスリングUS王座：1回
- WCW
  - WCWクルーザー級王座：1回
- WWC
  - WWC世界テレビジョン王座：1回
- WWF
  - WWF世界タッグ王座：1回（w / ジップ×1）
- XPW
  - XPW世界ヘビー級王座：1回
- その他
  - ハードコア殿堂：2009年